# ژنوییو دورمان
ژنوییو دورمان (فرانسوی: Geneviève Dormann‎؛ ۲۴ سپتامبر ۱۹۳۳ – ۱۳ فوریهٔ ۲۰۱۵) یک بانوی روزنامه‌نگار، و رمان‌نویس اهل فرانسه بود.
وی همچنین برنده جوایزی همچون جایزه بزرگ رمان فرهنگستان فرانسه (۱۹۸۹) شده است.